# Pop Five Music Incorporated

## Biografia
O grupo formou-se no Porto, em 1967. Os elementos da banda eram David Ferreira (órgão Hammond, piano, guitarra e voz), António Brito (baixo, guitarra e voz), Paulo Godinho (voz, teclas e guitarra-irmão de Sérgio Godinho), Álvaro Azevedo (bateria) e Luís "Pi" Vareta (baixo e voz).
Lançam, em 1968, o EP "Those Where The Days". O disco inclui "You'll See" de Tozé Brito.
O segundo EP inclui os temas "Ob-la-di Ob-la-da", "The Weight", "Adagio" e "Birthday".
O álbum "A Peça" inclui versões de clássicos "Overture", "Jesus, Alegria dos Homens" (Bach), "Blackbird" (Beatles), "To Love Somebody" (Bee Gees), "Proud Mary" (Creedence Clearwater Revival), "Medicated Go" (Traffic), "Mess Arround", "Hush", "Come Down To My Boat", "Baby", "Fire" (Jimi Hendrix), "Sour Milk Sea" (George Harrison) e "Can I Get a Witness".
Em 1969 é editado um single de Mike McGill com os Pop Five, editado pela Orfeu [sat 802], com os temas "Our Last Goodbye" / "Without Her", produção de Fernando de Matos, empresário da banda.
David Ferreira e Tozé Brito saem do grupo e entra Miguel Graça Moura. Lançam um single com os temas "Menina" e "Homens do Mar".
Em 1970 gravam "Page One". O single foi editado no Brasil, Austrália, Holanda, França e Alemanha. Nalguns países o lado B, "Ária para a 4ª Corda", de Bach, foi escolhido como tema principal.
O single "Orange" também é editado internacionalmente.
Os Pop Five Music Incorported vão gravar  a Londres, nos Estúdios Pye, os seis temas dos três singles lançados em 1971 e 1972. 
Em 1971 participam no Festival de Vilar de Mouros, ao lado de nomes como Manfred Mann e Elton John.
"Stand By", "Take me to the sun" e "No time to live" são lançados em single mas sem obter o sucesso dos trabalhos anteriores.
Em 1972, alguns dos membros são chamados a cumprir o serviço militar obrigatório e Miguel Graça Moura abandona o grupo em Outubro desse ano.
35 anos depois a formação inicial reúne-se num espectáculo na discoteca Estado Novo.
Em 2004 foi editada a compilação "Odisseia - Obra Completa 1968-1972" que inclui um DVD com o concerto de reunião.

## Discografia

### Singles e EP's
- Those Where The Days (EP, Orfeu, 1968) [Those Where The Days/One, Two, Three Red Light/You'll See]
- Ob-la-di Ob-la-da (EP, Orfeu, 1969) [Ob-la-di Ob-la-da/The Weight/Adagio/Birthday]
- Menina/Homens do Mar (Single, Orfeu, 1970)
- Page One/Ária (para a 4ª Corda) (Single, Orfeu, 1970)
- Orange/Mission Impossible (Single, Orfeu, 1971)
- Stand By/Golden Egg (Single, Orfeu, 1971) (Orfeu Sat 826)
- Take Me To The Sun/Hell Of a Doll (Single, Orfeu, 1972) (Orfeu Sat 835)
- No Time To Live/That's The Way (Single, Orfeu, 1972)

### Álbuns
- A Peça (LP, Orfeu/Arnaldo Trindade, 1969); reedição não oficial em 2011, Lusisyche Records
- Odisseia - Obra Completa 1968-1972 (Compilação, Movieplay, 2004)

### Outros
- Orange/Aria (Vogue)
- Page One/Mission Impossible (Vogue)

## Ligações Externas
- http://www.novaguarda.pt/060202/g_opi7.htm
- https://web.archive.org/web/20080919222543/http://www.geocities.com/vilardemouros1971/popfive.htm
- https://web.archive.org/web/20070207100649/http://anossamusica.no.sapo.pt/popfivemusicincorporated.htm
- http://www.tagtuner.com/music/albums/Pop-Five-Music-Incorporated/
- http://rateyourmusic.com/artist/pop_five_music_incorporated